# Брент Бернс
Вільям Брент Бернс (англ. William Brent Burns; 9 березня 1985, м. Беррі, Канада) — канадський хокеїст, захисник. Виступає за «Кароліна Гаррікейнс» у Національній хокейній лізі.

## Ігрова кар'єра
Хокейну кар'єру розпочав 2001 року. Виступав за «Брамптон Баттальйон» (ОХЛ).
2003 року був обраний на драфті НХЛ під 20-м загальним номером командою «Міннесота Вайлд». 
У 2003 дебютував у складі «Міннесота Вайлд» але не закріпившись в основі продовжив свою кар'єру в фарм-клубі «Х'юстон Аерос» (АХЛ).
Сезон 2005–06 став першим повноцінним сезоном Бернса в складі Міннесоти.
25 жовтня 2007 канадець уклав новий чотирирічний контракт з клубом «Міннесота Вайлд».
Наступні два сезони стали не такими успішними в кар'єрі гравця через струс мозку.
1 серпня 2011 уклав п'ятирічний контракт з клубом НХЛ «Сан-Хосе Шаркс».
29 листопада 2013 Брент відзначився хет-триком у переможній грі 6–3 проти «Сент-Луїс Блюз».
22 листопада 2016 столрони уклали новий восьмирічний контракт.
У 2017 гравець став володарем пам'ятного трофею Джеймса Норріса.
27 грудня 2018 Бернс відіграв 1000-й матч в НХЛ у переможній грі 4–2 проти «Анагайм Дакс».

## На рівні збірних
У складі національної збірної Канади учасник чемпіонатів світу 2008, 2010, 2011 і 2015. У складі молодіжної збірної Канади учасник чемпіонату світу 2004. 

## Нагороди та досягнення
- Чемпіон світу — 2015.
- Срібний призер молодіжного чемпіонату світу — 2004.
- Перша команда всіх зірок НХЛ — 2017, 2019.
- Учасник матчу всіх зірок НХЛ — 2011, 2015, 2016, 2017, 2018, 2019.
- Володар Кубка світу — 2016.
- Найкращий захисник чемпіонату світу — 2008, 2015.
- Пам'ятний трофей Джеймса Норріса (2017).

## Статистика

### Клубні виступи
| Сезон        | Клуб                  | Ліга         | Регулярний сезон | Регулярний сезон | Регулярний сезон | Регулярний сезон | Регулярний сезон | Плей-оф | Плей-оф | Плей-оф | Плей-оф | Плей-оф |
| Сезон        | Клуб                  | Ліга         | І                | Г                | П                | О                | ШХ               | І       | Г       | П       | О       | ШХ      |
| ------------ | --------------------- | ------------ | ---------------- | ---------------- | ---------------- | ---------------- | ---------------- | ------- | ------- | ------- | ------- | ------- |
| 2001–02      | «Кучічинг Терр'єрс»   | ОЮХЛ         | 46               | 4                | 7                | 11               | 16               | —       | —       | —       | —       | —       |
| 2002–03      | «Брамптон Баттальйон» | ОХЛ          | 68               | 15               | 25               | 40               | 14               | 11      | 5       | 6       | 11      | 6       |
| 2003–04      | «Міннесота Вайлд»     | НХЛ          | 36               | 1                | 5                | 6                | 12               | —       | —       | —       | —       | —       |
| 2003–04      | «Х'юстон Аерос»       | АХЛ          | 1                | 0                | 1                | 1                | 2                | —       | —       | —       | —       | —       |
| 2004–05      | «Х'юстон Аерос»       | АХЛ          | 73               | 11               | 16               | 27               | 57               | 5       | 0       | 0       | 0       | 4       |
| 2005–06      | «Міннесота Вайлд»     | НХЛ          | 72               | 4                | 12               | 16               | 32               | —       | —       | —       | —       | —       |
| 2006–07      | «Міннесота Вайлд»     | НХЛ          | 77               | 7                | 18               | 25               | 26               | 5       | 0       | 1       | 1       | 14      |
| 2007–08      | «Міннесота Вайлд»     | НХЛ          | 82               | 15               | 28               | 43               | 80               | 6       | 0       | 2       | 2       | 6       |
| 2008–09      | «Міннесота Вайлд»     | НХЛ          | 59               | 8                | 19               | 27               | 45               | —       | —       | —       | —       | —       |
| 2009–10      | «Міннесота Вайлд»     | НХЛ          | 47               | 3                | 17               | 20               | 32               | —       | —       | —       | —       | —       |
| 2010–11      | «Міннесота Вайлд»     | НХЛ          | 80               | 17               | 29               | 46               | 98               | —       | —       | —       | —       | —       |
| 2011–12      | «Сан-Хосе Шаркс»      | НХЛ          | 81               | 11               | 26               | 37               | 34               | 5       | 1       | 1       | 2       | 4       |
| 2012–13      | «Сан-Хосе Шаркс»      | НХЛ          | 30               | 9                | 11               | 20               | 20               | 11      | 2       | 2       | 4       | 8       |
| 2013–14      | «Сан-Хосе Шаркс»      | НХЛ          | 69               | 22               | 26               | 48               | 34               | 7       | 2       | 1       | 3       | 23      |
| 2014–15      | «Сан-Хосе Шаркс»      | НХЛ          | 82               | 17               | 43               | 60               | 65               | —       | —       | —       | —       | —       |
| 2015–16      | «Сан-Хосе Шаркс»      | НХЛ          | 82               | 27               | 48               | 75               | 53               | 24      | 7       | 17      | 24      | 12      |
| 2016–17      | «Сан-Хосе Шаркс»      | НХЛ          | 82               | 29               | 47               | 76               | 40               | 6       | 0       | 3       | 3       | 6       |
| 2017–18      | «Сан-Хосе Шаркс»      | НХЛ          | 82               | 12               | 55               | 67               | 46               | 10      | 3       | 4       | 7       | 6       |
| 2018–19      | «Сан-Хосе Шаркс»      | НХЛ          | 82               | 16               | 67               | 83               | 34               | 20      | 5       | 11      | 16      | 6       |
| 2019–20      | «Сан-Хосе Шаркс»      | НХЛ          | 70               | 12               | 33               | 45               | 34               | —       | —       | —       | —       | —       |
| Усього в НХЛ | Усього в НХЛ          | Усього в НХЛ | 1,113            | 210              | 484              | 694              | 685              | 94      | 20      | 42      | 62      | 85      |

### Збірна
| Рік                | Команда            | Турнір             | Місце              | І  | Г | П  | О  | ШХ |
| ------------------ | ------------------ | ------------------ | ------------------ | -- | - | -- | -- | -- |
| 2004               | Канада             | МЧС                | 2                  | 6  | 0 | 6  | 6  | 20 |
| 2008               | Канада             | ЧС                 | 2                  | 9  | 3 | 6  | 9  | 16 |
| 2010               | Канада             | ЧС                 | 7-е                | 7  | 0 | 5  | 5  | 12 |
| 2011               | Канада             | ЧС                 | 5-е                | 7  | 2 | 2  | 4  | 8  |
| 2015               | Канада             | ЧС                 | 1                  | 10 | 2 | 9  | 11 | 2  |
| 2016               | Канада             | КС                 | 1                  | 6  | 0 | 3  | 3  | 6  |
| Молодіжна збірна   | Молодіжна збірна   | Молодіжна збірна   | Молодіжна збірна   | 6  | 0 | 6  | 6  | 20 |
| Національна збірна | Національна збірна | Національна збірна | Національна збірна | 39 | 7 | 25 | 32 | 44 |